# Jacques Damourette
Pour les articles homonymes, voir Damourette.
Jacques Damourette (Paris 1873 - Sarcelles 1943) est un grammairien et linguiste français.

## Biographie
Il reçut une formation d’architecte, mais, incapable d'exercer son métier, il se consacra, avec son neveu Édouard Pichon, à la rédaction d'une grammaire du français, à orientation psychologique, qui est un monument.
Il travaille de façon indépendante, et devient membre, en même temps que Pichon, en 1931, de la Société de linguistique de Paris, grâce au patronage d'Antoine Meillet et de Henri Yvon.
En 1943, l'Académie des inscriptions et belles-lettres lui attribue le prix Thorlet, pour ses travaux sur la langue française ancienne et moderne,.
Il a été secrétaire général de l'importante revue de linguistique Le Français moderne.

## Œuvres
- Des mots à la pensée, essai de Grammaire de la langue française (en coll. avec Édouard Pichon) éd. d'Artrey, Paris, 1911-1940, en 7 volumes (vol. 1, vol. 2 , vol. 3 , vol. 4, vol. 5 , vol. 6 & vol. 7 ; Compléments).
- Traité moderne de ponctuation, Paris, Larousse, 1939.
- Un projet de réforme orthographique, avec Albert Dauzat, Bibliothèque du Français Moderne, 1940, 31 pages.

Articles
- La Grammaire en tant que mode d’exploration de l’inconscient, avec Édouard Pichon , dans  L’Évolution psychiatrique, n° 1, 1925, pp. 237-257.
- Unité historique de la langue française , dans les Mélanges offerts à Monsieur Pierre Janet, Paris : chez d’Artrey, 1939, pp. 55-73.

## Prix et distinctions
- 1943 : prix Thorlet décerné par l'Académie des inscriptions et belles-lettres